# باول ورث
باول ورث (بالإنجليزية: Paul Worth)‏ هو متزلج على مسار قصير بريطاني، ولد في 13 يناير 1986 في نوتنغهام في المملكة المتحدة.

## وصلات خارجية
- باول ورث على موقع اللجنة الأولمبية الدولية (الإنجليزية)
- باول ورث على موقع أوليمبيديا (الإنجليزية)
- باول ورث على موقع اللجنة الأولمبية البريطانية (الإنجليزية)